# چنگمال
چنگمال یکی از خوراک‌ها و دسرهای سنتی استان کرمان است. این خوراک از خرما یا رُطب، نان سنتی محلی، و روغن حیوانی تشکیل شده‌است.
برای تهیه آن، نان و خرما به قطعات کوچک خورد شده و با روغن چنگ زده می‌شود؛ سپس به صورت قطعات استوانه‌ای شکل داده می‌شود.
به دلیل طبیعت گرم خرما غالباً از ارده نیز در تهیه آن استفاده می‌شود.
از نان سنتی کپو (نان سنتی کرمان) هم به عنوان جایگزین آرد سهن برای درست کردن چنگمال استفاده می‌شود.
در شهر جیرفت چنگمال به همراه یک کاسه ماست یا شیر در وعده غذایی ناهار یا شام میل می‌شود.